# Digimon Savers
Digimon Savers és la cinquena saga de la sèrie d'anime japonès Digimon, realitzada per la Toei Animation i emesa per la cadena televisiva japonesa Fuji TV. S'estrenà el 2 d'abril de 2006, reemplaçant en l'horari a la sèrie Konjiki no Gash Bell! quan aquesta acabà. També hi ha una pel·lícula Digimon Savers the Movie - Kyūkyoku Power! Burst Mode Hatsudō!! llançada al desembre de 2006. El títol de la versió nord-americana és Digimon Data Squad.
La sèrie s'emet després de tres anys des de Digimon Frontier. Destaca el canvi en el disseny dels personatges humans, un dels més destacats és la del protagonista principal, Masaru, que a diferència dels altres protagonistes de les altres temporades no duu les característiques ulleres, i no és un xiquet, sinó un adolescent.
El Digivice usat en aquesta temporada és dit Digivice IC, encara que després hi ha una actualització d'aquest dit Digivice Burst.

## Personatges
Personatges Principals
| Personatge                                                      | Actor de doblatge | Digimon  | Actor de doblatge |
| --------------------------------------------------------------- | --- | -------- | ----------------- |
|                                                                 | |          |                   |
| Masaru Daimon Daimon Masaru (大門 マサル)                       | Soichiro Hoshi | Agumon   | Taiki Matsuno     |
| Masaru Daimon Daimon Masaru (大門 マサル)                       | Masaru Daimon és el millor lluitador del Japó. Un xic de 14 anys que cursa el seu cinquè any de secundària, al que li agrada barallar-se. El seu company és Agumon. S'uneix a DATS per a poder lluitar al costat d'Agumon. Mai va voler separar-se de Agumon així que s'anà a viure al Digimón juntament amb ell.                                                                                              |          |                   |
|                                                                 | |          |                   |
| Tōma H. Norstein Tōma H Norushutain (トーマ・H・ノルシュタイン) | Hirofumi Nojima | Gaomon   | Kazuya Nakai      |
| Tōma H. Norstein Tōma H Norushutain (トーマ・H・ノルシュタイン) | Un geni de 14 anys que va acabar la universitat als 13. Al principi ell i Masaru són enemics però després aprenen a treballar en equip. El seu company és Gaomon (ho anomenà Màster). La seua mare va morir en un accident de trànsit quan ell era menut. Es converteix en un gran mèdic i guanya el premi nobel de medicina per guarir a la seua germana.                                                     |          |                   |
|                                                                 | |          |                   |
| Yoshino Fujieda Fujieda Yoshino (藤枝 ヨシノ)                   | Yui Aragaki | Lalamon  | Yukana Nogami     |
| Yoshino Fujieda Fujieda Yoshino (藤枝 ヨシノ)                   | Té 18 anys. La seua companya digimon és Lalamon. No s'involucra en les baralles quasi mai. Es fa policia. Al principi ella i Lalamon volien atrapar a Agumon perquè era perillós. |          |                   |
|                                                                 | |          |                   |
| Ikuto Noguchi Noguchi Ikuto (野口 イクト)                       | Rie Kugimiya | Falcomon | Chie Kojiro       |
| Ikuto Noguchi Noguchi Ikuto (野口 イクト)                       | Un xic humà misteriós que viu en el digimón. Al costat de Falcomon, serveix a Mercurimon. Per un accident, duu en el món digital 10 anys (tota la seua vida).Ha estat cuidat per altres digimon per a odiar als humans, i es creu un digimon. No obstant això, els altres digimon saben que és humà. AL final comença els estudis de secundària en el món real en el mateix col·legi que la germana de Masaru. |          |                   |
|                                                                 | |          |                   |

## DATS
- Capità Rendirō Satsuma: (薩摩廉太郎 Satsuma Rendirō) el líder de DATS al Japó. Va ser el primer a animar a Masaru a unir-se DATS. El seu company és Kudamon, que evoluciona en Sleipmon, un dels Cavallers Reals.
- Oficial Megumi Shirokawa: (白川恵 Shirokawa Megumi) (esquerra) Una de les dues operadores, de personalitat alegre i enèrgica. El seu company és PawnChessmon (Blanc).
- Oficial Miki Kurosaki: (黒崎美樹 Kurosaki Miki) (dreta) La segona de les operadores de DATS. És l'amiga de Megumi i el seu company és PawnChessmon (Negre).
- Hiroshi Yushima:　(湯島浩 Hiroshi Yushima) L'ancià que li donà el digivice a Masaru. Sap molt sobre els digimons perquè fa 10 anys va anar a una expedició al digimón, al costat del pare de Masaru anomenat Suguru. El seu company és Kamemon.

## Altres Personatges
- Suguru Daimon: (大門 英 Daimon Suguru) és el pare de Masaru. Aquesta desaparegut des d'una expedició que va fer DATS al digimón. Com Mercurimon estava amagat, va ser Suguru el qual negocie la pau entre els humans i el digimón fins que alguna cosa ocórrega...
- Dr. Noguchi: El pare d'Ikuto. Investigador del digimón. Mentre que ell i la seua esposa estaven en la festa per l'expedició el seu fill va ser enviat al digimón.
- Sayuri Daimon: (大門 小百合 Daimon Sayuri) és la mare de Masaru. Sembla molt generosa i desinteressada en el tema dels digimon. Es revela què sap molt dels Digimons i el digimón. Tohma la identifica com la seua pròpia mare.

- Chika Daimon:(大門 知香 Daimon Chika) és la germana de Masaru. Es duu molt bé amb Agumon però especialment va haver un capítol que ella i un Biyomon es fan companys. Lamentablement Biyomon va haver de ser convertida en un digi-egg i ser retornada al Món Digital, però per una coincidència es tornen a trobar.
- BanchouLeomon: Digimon solitari i combatiu que fa de mentor de Masaru, qui sempre intenta desafiar-li. Gràcies a ell, Masaru i els altres desperten el poder que farà que els seus companys Digimon digievolucionen al nivell Hiper Campió. Més tard es revela que BanchouLeomon és en realitat Suguru Daimon, el pare de Masaru.
- Mercurimon: Un dels 12 Olímpics. És com un mentor para Ikuto. Li ensenya que ha d'odiar als humans i prefereix no barallar perquè no li agrada estar en contacte amb ells. Posseeix un portal entre el món real i el digimón. Més endavant es descobrix que el no era un enemic mes, ja que va ser el qui, juntament amb el prof. Daimon tingueren la idea principal d'humans i digimons vivint en pau. És eliminat per Kurata.

## Enemics
- Gotsumon: Un dels seguidors de Mercurimon. Gotsumon està gelós d'Ikuto per l'atenció que Mercurimon posa en ell. Ikuto s'adona d'açò en el capítol 18. Al final es desvela que Mercurimon odia els humans per culpa de Kurata. Després renaix i dona suport als protagonistes en la batalla final.
- Kurata: (倉田明宏 Kurata Akihiro) És un home cruel. És el responsable de la major part de fets, ja que pretén exterminar als Digimon i per això odien als humans. El seu propòsit és eliminar-los, ja que va tenir una dolenta experiència amb ells deu anys arrere. A més en la sèrie se li pot notar certa reacció al·lèrgica cap als digimons.
- Gizmon: Digimon artificial creat per Kurata para l'exterminació del Món Digital. Existeixen dos tipus; Gizmon AT (Nivell Adult) i Gizmon XT (Nivell Perfecte). És capaç d'eliminar tot rastre dels Digimon que va eliminant, evitant així que els Digimon tornen en mode Digitama i puguen renàixer, després Kurata ho utilitza perquè absorbisca la informació dels digimons derrotats per a poder reunir suficient energia com per a reviure a un dels antics 7 dimonis que quasi destrueixen el digimón anomenat Belphemon.
- Bio-Híbrids: (27-33): Tres éssers humans (Nanami, Ivan, Kouki) sota comando de Kurata, amb la capacitat de transformar-se en Digimon. Si derroten a un ésser humà que s'ha transformat en bio Digimon, no mor, sinó que se separa de la seua part digimon i aquesta es converteix en digi-ou
- Belphemon: Digimon apocalíptic i malvat que Kurata fa renàixer perquè li obeïsca que al principi tenia una aparença tendra i bufona, però després Kurata acaba fusionant-se amb ell i fent-li despertar el seu terrorífic poder.
- Yggdrassil: Déu governant del Món Digital, té com a objectiu destruir el món humà per a desfer el desastre que causà Kurata, que va anar barrejar ambdós mons. Com llevat que un dels dos mons siga destruït, es fusionaran i ambdós seran destruïts, Yggdrassil vulgues eliminar el món humà sense importar-li la quantitat de vides que aniquilarà. Yggdrassil està ficat en el cos de Suguru Daimon, el que afecta molt a Masaru.

## Episodis
Digimon Savers compta amb un total de 48 episodis, convertint-se així en la temporada més curta de Digimon.
1: Jo sóc Masaru! - Kokatorimon ataca!

2: Rugix, Digisoul del Coratge - Flymon aguaitant en la Foscor

3: ¡El Geni que ha regressat a casa, Touma! - Contra Meramon

4: Nou Equipo, Primera Missió! - ¡Perseguir a Drimogemon!

5: ¡Entrant al Digital World! - ¡La Trampa de Drimogemon!

6: ¡¿La combinació Masaru-Agumon, destruïda?! - ¡Huracà, Blackgarurumon!

7: ¡El dia festiu de Touma! - ¡Explosió, BomberNanimon!

8: ¡¿Yoshino aconseguix el seu "Tama no Koshi"?! - ¡L'ombra de Chrysalimon!

9: ¡La deshonrosa baralla de Touma! - ¡El Togemon amagat!

10: ¡El pitjor dia de Masaru! - ¡El bromista Soulmon!

11: ¡Recupera el lligam entre pare i fill! - L'encantament d'Evilmon

12: ¡Protegiré a Chika! - ¡La promesa de Piyomon!

13: ¡El nou poder de Masaru! - ¡Evoluciona, RizeGreymon!

14: Ikuto, el xic Digimon - El guardià del bosc, Jureimon

15: ¡Els records de ma mare! - ¡Rugix, MachGaogamon!

16: ¡¿Falcomon és el nostre aliat?! - ¡Fúria! ¡Blossomon!

17: El Cant que Desperta Miracles - Evoluciona Lilamon

18: ¡¿L'equip de DATS anihilat?! – Enfrontament amb Mercurimon

19: ¡¿L'objectiu és Ikuto?! - La Conspiració de Gotsumon

20: Salva a ta Mare, Ikuto - La Gàbia de Hagurumon

21: Gran Pànic al Món Humà - L'Exèrcit Digimon Avança

22: Derrotant a l'Últim Nivell! - L'Ona de Fúria de SaberLeomon

23: Una vegada més cap al Digital World - L'esvalot d'Insekimon

24: El passat ha sigut revelat - Sense Cor! Gizmon: AT

25: Destruïsquen les Ambiciones de Kurata – Vola, Yatagaramon

26: La memòria de Masaru és esborrada - El Lligam Perdut

27: Darrere de Kurata - ¡L'Operació d'Anihilació Digimon Comença!

28: ¡L'Evolució és Impossible! - Els Digivices Trencats

29: Ressuscitant als Digivices - Un Nou Resplendor

30: Masaru, el Presoner - La Trampa de la Ciutat Sagrada

31: ¡La Confrontació de Genis! Touma vs. Nanami

32: El Feroç Atac a l'Exèrcit de Kurata - Protegisquen la Ciutat Sagrada

33: ¡La Batalla Decisiva Final! - Kouki, Última Evolución

34: El Día del Comiat - L'Enemic més fort: ¡Touma!

35: El Poder de la Destrucció - ShineGreymon Embogix

36: El Senyor dels Demonis, Belphemon, Reviu

37: Desperta, Agumon - Derrotem a Belphemon!

38: Burst Mode - El Poder que sobrepassa a l'Últim Nivell.

39: El Món Humà destruït! - La Decisió de Yggdrasil

40: La més fort Ordre de Cavallers - La Reunió de los Cavallers Reials

41: Confirmat amb Puny! - Records de mon Pare!

42: El Burst Mode de la Determinació de Touma

43: Justícia Forta! - El Cavaller Bèstia Duftmon

44: Esclafa! - L'escut més fort de Craniummon

45: El combat d'Home a Home! - Masaru vs. Suguru

46: Impacte! - La Veritat sobre BanchouLeomon

47: Protegir el Futur! - L'Última Batalla de DATS

48: ¡Una Conclusió Terminada! - Adéu, líder de las Baralles

## Banda Sonora
Tema d'Obertura #1: Gou-ing! Going! My Soul!!

Intèrpret: Dynamite SHU

Lletra: Tooru Hiruma

Compositor: POM

Arranjamentes: Cher Watanabe
- (caps. 1-29)

Tema d'Obertura #2: Hirari

Intèrpret/Lletra: Kouji Wada

Compositor: IKUO

Arranjaments: SPM@
- (caps. 30-48)

Tema de Tancament #1: One Star

Intèrpret: Yousuke Itou

Lletra: Tomoko Sakakibara

Compositor: POM

Arranjaments: Hiroaki Oono
- (caps. 1-24)

Tema de Tancament #2: Ryuusei

Intèrpret: MiyuMiyu

Lletra/Compositor: yukiko

Arranjaments: Kazunori Miyake
- (caps. 25-47)

Tema de Tancament #3: Gou-ing! Going! My Soul!!

Intèrpret: Dynamite SHU

Letra: Tooru Hiruma

Compositor: POM

Arranjaments: Cher Watanabe
- (capítulo 48)

Tema d'Evolucions: Believer

Intèrpret: IKUO

Lletra: Hiroshi Yamada

Compositor/Arranjaments: Michihiko Ohta